# Reichsstraße 156
Die Reichsstraße 156 (R 156) war bis 1945 eine Staatsstraße des Deutschen Reichs, die in der damaligen preußischen Provinz Schlesien lag. Die auch in ihrem heute in der Bundesrepublik Deutschland verlaufenden kurzen Abschnitt von Bad Muskau bis zur Neiße nicht mehr als Bundesstraße klassifizierte Straße nahm ihren Anfang in Bad Muskau an der Reichsstraße 115 und führte in nordnordöstlicher Richtung auf der Trasse der polnischen Droga krajowa 12  nach Triebel (jetzt Trzebiel), wo sie an der Reichsstraße 122, die jetzt durch die polnische Autostrada A18 ersetzt ist, endete. 
Die Nummer 156 führt nunmehr die in der DDR als Fernverkehrsstraße 156 eingerichtete jetzige Bundesstraße 156 von Großräschen über Bad Muskau nach Bautzen, die in Bad Muskau die Trasse der Reichsstraße 156 berührt.
Die Gesamtlänge der Reichsstraße 156 betrug rund 14 Kilometer.